# 戈赛恩根杰
戈赛恩根杰（Gosainganj）是印度北方邦Lucknow县的一个城镇。总人口8969（2001年）。

## 人口
该地2001年总人口8969人，其中男性4743人，女性4226人；0—6岁人口1306人，其中男701人，女605人；识字率51.23%，其中男性为55.01%，女性为46.99%。